# Појана (Дулчешти)
Појана (рум. Poiana) насеље је у Румунији у округу Њамц у општини Дулчешти. Oпштина се налази на надморској висини од 313 m.

## Становништво
Према подацима из 2011. године у насељу је живело 175 становника.